# Sibirtelekom
Sibirtelekom est une entreprise russe.